# 잭 토빈
존 토머스 토빈(영어: John Thomas Tobin, 1892년 5월 4일~1969년 12월 10일)은 미국의 프로 야구 선수로, 포지션은 우익수였다. 페더럴 리그(FL)의 세인트루이스 테리어스(1914~1915), 아메리칸 리그(AL)의 세인트루이스 브라운스(1916, 1918~1925), 워싱턴 세너터스(1926), 보스턴 레드삭스(1926~1927)에서 선수 생활을 했다. 1915년 페더럴 리그에서 최다 안타를 기록했으며, 1921년에는 아메리칸 리그 3루타 부문 1위를 했다. 세인트루이스 태생이며, 좌투좌타였다.